# 黑人的命也是命广场
黑人的命也是命广场（英語：Black Lives Matter Plaza）（正式名称为西北区黑人的命也是命广场，Black Lives Matter Plaza Northwest）是华盛顿特区市区16街其中的两个街道长的行人路段。该广场于2020年6月5日哥伦比亚特区公共工程部在地面上以35英尺（11）的黄色大写字母绘词“黑人的命也是命”以及华盛顿特区的区旗，随后被哥伦比亚特区市长穆里尔·鲍泽改成现名，作为乔治·弗洛伊德之死抗议活动的一部分，至2025年3月移除相關佈置。

## 命名
2020年6月5日，在乔治·弗洛伊德抗议期间，哥伦比亚特区公共工程部在总统公园的一部分白宫附近，拉法耶特广场北面的16街上，在地面上以35-英尺（11-）的黄色大写字母绘词“黑人的命也是命”，以及华盛顿特区的区旗同一天，哥伦比亚特区市长穆里尔·鲍泽宣布，这条白宫附件的街道已正式更名为黑人的命也是命广场，并树立路牌。宣布重命名时，她说：“布雷娜·泰勒，在你生日那天，让我们坚定地站起来。”她在新闻发布会上解释说：“有些人渴望听到和看到自己的人性。我们有机会在我们城市的一条非常重要的街道上大声疾呼地传达了这一信息。” 2020年10月，特区市议会投票决定永久保留该名称。
许多人都认为这条街的名称不仅是对抗议活动的反应，也是抗议活动的一部分。
鲍泽市长的决定是根据《哥伦比亚特区法典》的纪念性重命名城市街道的先例，重新命名了西北区16街该部分为公共聚会场所或广场。

## 地点

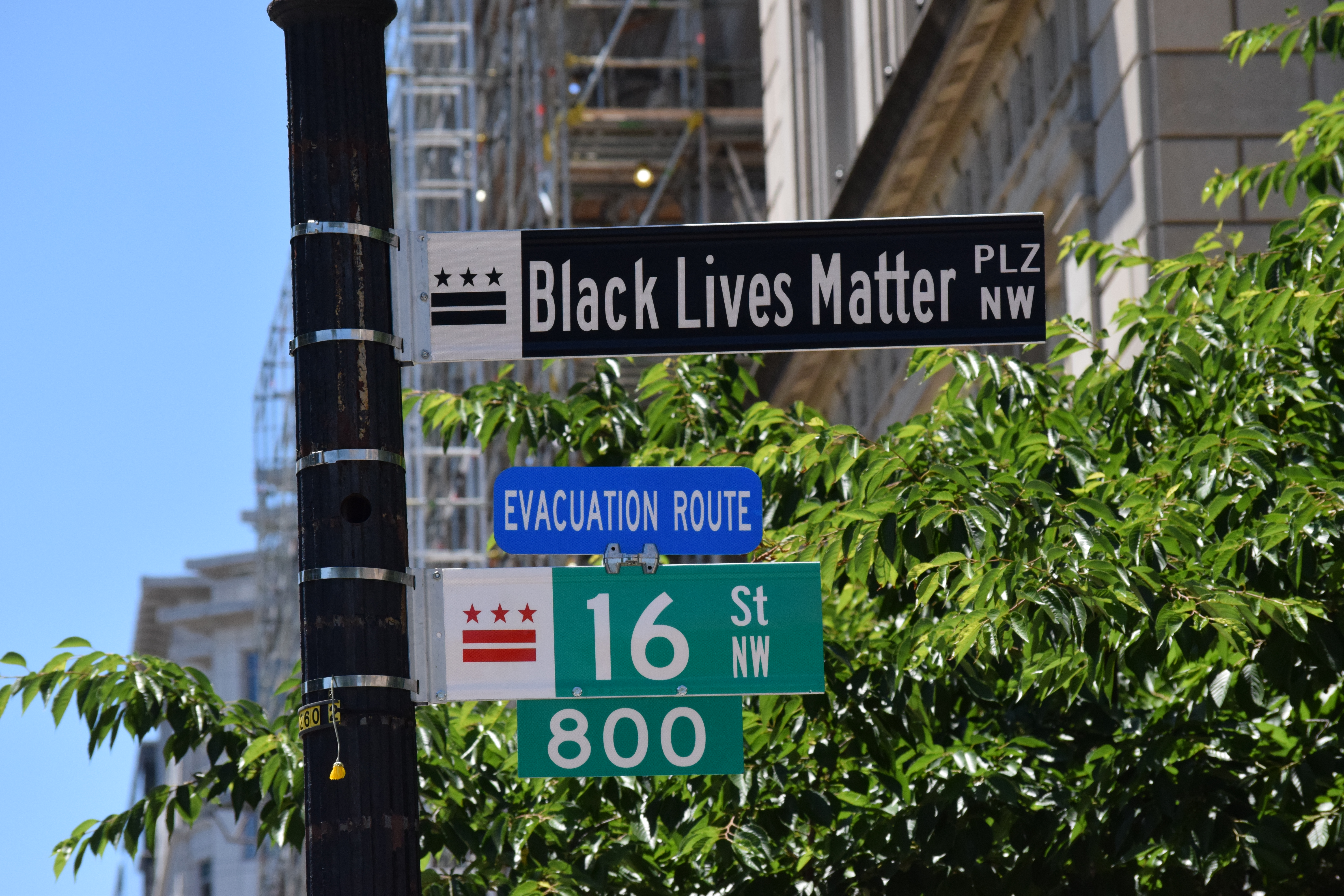
黑人的命也是命广场路牌。路牌黑底白字,这种风格在DC路牌中是特有的。

该广场是西北区16街的两个街区长的路段，向北与K街交叉，中间穿过I街，并向南与H街交叉；广场位于西北区下城南部的总统公园的北侧。尽管紧急车辆可以在左侧进入，但车辆的进入受到街道右侧的路障的阻挡。交通在K街和I街上不受影响。

## 反应

### 公园警察
美国公园警察对聚集公众的反应是，在总统公园北边界搭建了一个临时的7英尺（2.1）高的链环安全屏障，上面被贴满了抗议标语。

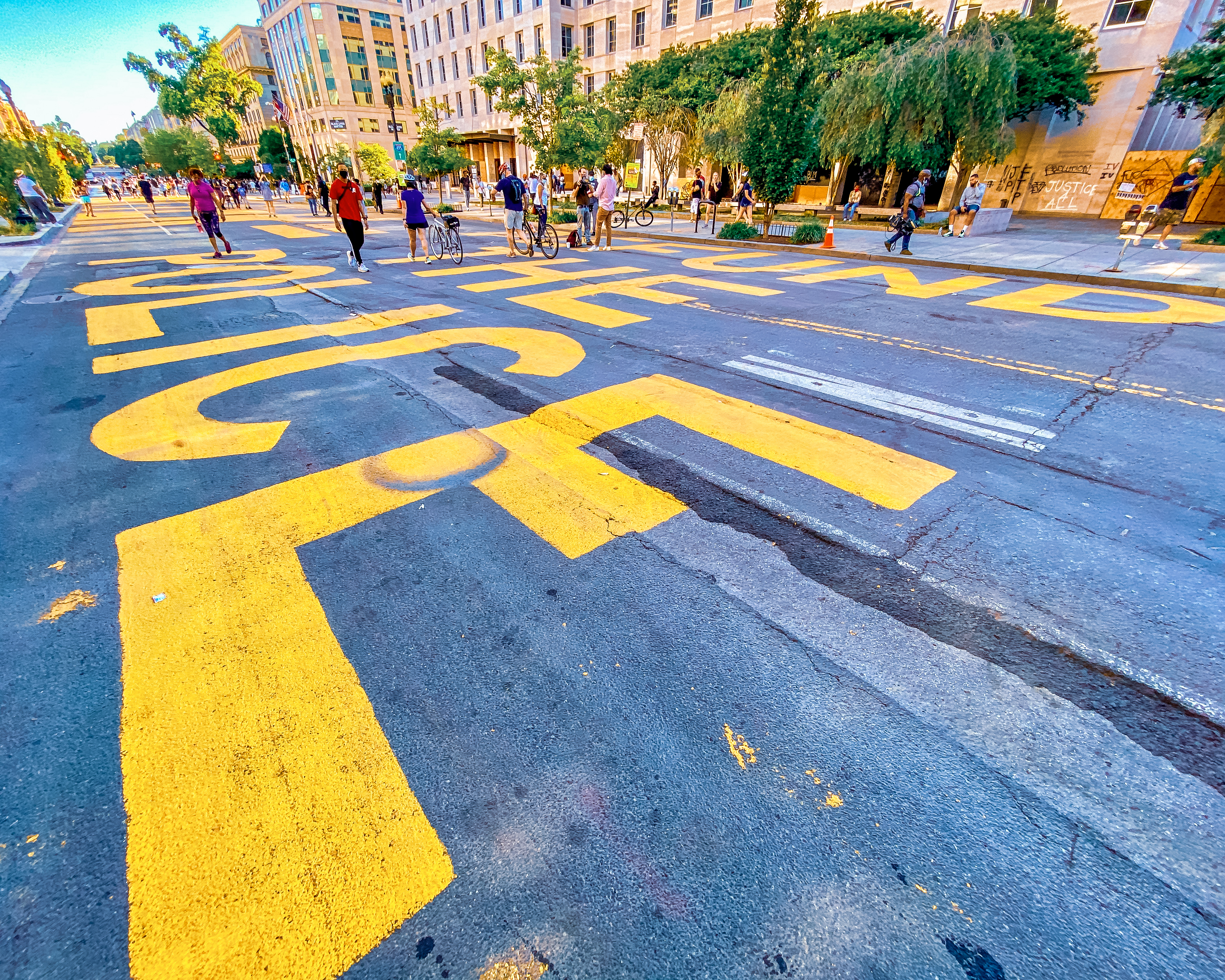
抗议者在地面上增加停止资助警队的口号